# Nikita Sergejewitsch Andrejew
Nikita Sergejewitsch Andrejew (russisch Никита Сергеевич Андреев, auch Nikita Andreev transkribiert; * 22. September 1988 in Narva, Estnische SSR) ist ein russischer ehemaliger Fußballspieler.

## Karriere

### Verein
Nikita Andrejew wurde 1988 in der zur Sowjetunion gehörenden Estnischen  Unionsrepublik geboren. Seine Heimatstadt Narva blieb auch nach dem Zerfall der Sowjetunion Zentrum der russischsprachigen Minderheit in Estland. Andrejew begann seine Karriere zunächst beim Paemurru SK, im Jahr 2001 kam er zum JK Trans Narva dem größten Fußballverein aus der Stadt an der Grenze zu Russland. Dort sollte Andrejew bis zum Jahr 2004 verbleiben. Im Jahr 2005 spielte der Stürmer für den Zweitligisten FC Ajax Lasnamäe aus der Estnischen Hauptstadt Tallinn und kam dort in der U-19 und der Esiliiga-Mannschaft zu Einsätzen. Bei seinem Debüt in der Esiliiga im März 2005 gegen den FC Elva konnte der Stürmer einen Hattrick erzielen. Nach der Saison 2005 in der Andrejew in 32 Spielen 29 Tore schoss (und den Verein somit verhalf wieder in die Meistriliiga aufzusteigen) wechselte er zum FC Levadia Tallinn. Hier kam Andreev nebst Liga auch im Landespokal und im UEFA-Pokal 2006/07 zu Einsätzen. Nach gewonnenen Spielen gegen Lyn Oslo und dem FC Twente Enschede verlor er mit seiner Mannschaft erst gegen Newcastle United. Am Saisonende 2006 mit insgesamt 17 erzielten Toren feierte er mit der gewonnenen Meisterschaft den ersten Titel seiner Karriere. Im Jahr darauf folgte das Double aus Meisterschaft und Pokal, Andrejew konnte in 19 Spielen 13 Treffer markieren. Es folgten zwei Meisterschaften in Folge, wobei Andrejew im Sturm weiterhin überzeugen konnte und jeweils 22 2008 und 17 Saisontore 2009 erzielte.
Nach vier Jahren bei Levadia wechselte er im August 2010 nach Spanien zu UD Almería. Für die Andalusier kam Andrejew allerdings nur in der Segunda División B der dritthöchsten Spielklasse für die Reserve zu Einsatzminuten. Nach Ablauf des Vertrages wechselte der Angreifer zum russischen Drittligisten FK Tjumen aus Sibirien. Im Januar 2020 wechselte er wieder nach Spanien zum viertklassigen CF Intercity aus Sant Joan d’Alacant, bei er lediglich acht Mal zum Einsatz kam. Noch im gleichen Jahr wechselte er ablösefrei zum Tallinna JK Legion.

### Nationalmannschaft
Nikita Andrejew spielte in den Russischen Juniorennationalteams der U-18 und U-19 sowie U-21. Mit der U-19 nahm er an der Europameisterschaft 2007 in Österreich teil.

## Erfolge
- Estnischer Fußballpokal: 2007
- Estnischer Meister: 2006, 2007, 2008, 2009